# 존 켈리 (음악가)
존 켈리(Jon Kelly)는 영국의 오디오 엔지니어이자 음악 프로듀서로 에어 런던 스튜디오에서 엔지니어로 커리어를 시작하였다. 크리스 리아, 댐드, 케이트 부시(세 번째 정규 음반 《Never for Ever》는 공동으로 프로듀싱했다), 펠레, 뷰티풀 사우스, 프리팹 스프라우트, 디콘 블루, 히더 노바, 로잘리 데이턴, 레벨러스, 피시, 린지 드 폴, 미키 조 하트, 놀웬 르루아, 리처드 애시크로프트 등의 싱글이나 음반을 프로듀싱하였다. 또한 토리 에이머스의 데뷔 음반 《Little Earthquakes》를 믹싱했다.